# Bernardo Muttoni
Bernardo Muttoni detto il giovane (Verona, ... – ...; fl. XVII secolo) è stato un pittore italiano attivo a Verona intorno alla prima metà del XVII secolo.

## Biografia
Educato dal padre Bernardino Muttoni alla pittura ne assimilò lo stile tanto che difficilmente si riescono a distinguere le sue opere da quelle del genitore anche per via delle numerose collaborazioni. Sono sicuramente attribuibili a Bernardo le due grandi mezzelune che si trovano nella cappella maggiore della chiesa di Santa Toscana di Verona in cui sono rappresentati due fatti delle vita della medesima. Dipinse di quadratura il soffitto del soppresso Oratorio della Valverde, figurandovi nel mezzo la Coronazione di Maria Vergine ad affresco e alcuni lacerti nel chiostro della Chiesa di San Tomaso Cantuariense. Erano sue anche le pitture che adornavano la Chiesa di Santa Maria del Paradiso, prima che venissero cancellate a seguito di una ristrutturazione.